# Инаятула Кан
Инаятула Кан (на пущунски: امير عنايت الله خان‎) е крал на Афганистан от 14 януари 1929 г. до 17 януари 1929 г. Той е син на бившия афганистански крал Хабибула Кан. Краткото царуване на Инаятула завършва с абдикирането му.
В средата на нощта на 14 януари 1929 г. Аманула Кан предава короната на брат си Инаятула и се опитва да избяга тайно от Кабул в Кандахар. Въпреки това, Хабибула Калакани и неговите последователи преследват Аманула и неговият Rolls-Royce с коне, но Аманула успява да избяга.
След бягството на краля, Хабибула Калакани написва писмо до крал Инаятула, с ултиматум да се предаде или да се подготви за война. Отговорът на новия крал е, че никога не е искал да бъде крал и се съгласява да абдикира и да провъзгласи Хабибула Калакани за крал на 18 януари 1929 г. Инаятула е изведен от Кабул от Кралските военновъздушни сили и прекарва остатъка от живота си в изгнание, първо в Британска Индия, а след това до смъртта си през 1946 г. в Техеран.